# Amstetteni járás
Az Amstetteni járás Ausztriában, Alsó-Ausztria tartományban található. Amstetteni járás Melki, Scheibbs-i, Waidhofen an der Ybbs, Liezeni, Steyr-Land, Steyr, Linzvidéki és Pergi járásokkal határos. Lakosainak száma 115 676 fő (2018. január 1.).

## A járáshoz tartozó települések
- Allhartsberg
- Amstetten
- Ardagger
- Aschbach-Markt
- Behamberg
- Biberbach
- Ennsdorf
- Ernsthofen
- Ertl
- Euratsfeld
- Ferschnitz
- Haag
- Haidershofen
- Hollenstein an der Ybbs
- Kematen an der Ybbs
- Neuhofen an der Ybbs
- Neustadtl an der Donau
- Oed-Öhling
- Opponitz
- Seitenstetten
- Sonntagberg
- Sankt Georgen am Reith
- Sankt Georgen am Ybbsfelde
- Sankt Pantaleon-Erla
- Sankt Peter in der Au
- St. Valentin
- Strengberg
- Viehdorf
- Wallsee-Sindelburg
- Weistrach
- Winklarn
- Wolfsbach
- Ybbsitz
- Zeillern